# 双対基底
数学の線型代数学において、体 F 上のベクトル空間 V とその基底 B = {vi}i ∈ I が与えられたとき、その双対集合（そうついしゅうごう、英: dual set）とは、（代数的）双対空間V* ≔ HomF(V, F) 内のベクトルの集合 B* = {vi}i ∈ I で、B と B* が二重直交系を構成するもののことを言う。これは δij でクロネッカーのデルタを表すとき
{\displaystyle v^{i}(v_{j})={\delta ^{i}}_{j}\quad (i,j\in I)}
を満たすことを指す。双対集合 B* は常に線型独立であるが、V* を張るのは V が有限次元であるとき、かつそのときに限る。双対集合 B* が V* を張るとき、B* は基底 B に対する双対基底（そうついきてい、英: dual basis）と呼ばれる。

## 導入
ベクトルの演算を実行するにはその成分が必要となる。デカルト座標系において、ベクトルの成分を取り出すのに必要なのは標準基底とドット積である。たとえば3次元空間のベクトル
{\displaystyle {\boldsymbol {a}}=a_{x}{\boldsymbol {i}}+a_{y}{\boldsymbol {j}}+a_{z}{\boldsymbol {k}}}
を考える（右図）。ここで {i, j, k} はデカルト座標系における標準基底を表す。このときベクトル a の各成分は
{\displaystyle a_{x}={\boldsymbol {a}}\cdot {\boldsymbol {i}},\quad a_{y}={\boldsymbol {a}}\cdot {\boldsymbol {j}},\quad a_{z}={\boldsymbol {a}}\cdot {\boldsymbol {k}}}
のように取り出すことができる。そうすると、より抽象的に各成分を取り出す写像
{\displaystyle {\boldsymbol {i}}^{*}({\boldsymbol {a}})={\boldsymbol {a}}\cdot {\boldsymbol {i}},\quad {\boldsymbol {j}}^{*}({\boldsymbol {a}})={\boldsymbol {a}}\cdot {\boldsymbol {j}},\quad {\boldsymbol {k}}^{*}({\boldsymbol {a}})={\boldsymbol {a}}\cdot {\boldsymbol {k}}}
が考えたくなる。これにより、たとえば
{\displaystyle {\boldsymbol {a}}={\boldsymbol {i}}^{*}({\boldsymbol {a}}){\boldsymbol {i}}+{\boldsymbol {j}}^{*}({\boldsymbol {a}}){\boldsymbol {j}}+{\boldsymbol {k}}^{*}({\boldsymbol {a}}){\boldsymbol {k}}}
などと書けるようになる。この {i*, j*, k*} が標準基底 {i, j, k} の双対基底である。

## 例
例えば、R2（デカルト平面）の標準基底ベクトルは
{\displaystyle \{{\boldsymbol {e}}_{1},{\boldsymbol {e}}_{2}\}=\left\{{\begin{pmatrix}1\\0\end{pmatrix}},{\begin{pmatrix}0\\1\end{pmatrix}}\right\}}
であり、その双対空間 (R2)* の標準基底ベクトルは
{\displaystyle \{{\boldsymbol {e}}^{1},{\boldsymbol {e}}^{2}\}=\left\{{\begin{pmatrix}1&0\end{pmatrix}},{\begin{pmatrix}0&1\end{pmatrix}}\right\}}
である。
三次元ユークリッド空間において、基底 {e1, e2, e3} が与えられたとき、その二重直交（双対）基底 {e1, e2, e3} は次の式によって得ることが出来る：
{\displaystyle {\boldsymbol {e}}^{1}=\left({\frac {{\boldsymbol {e}}_{2}\times {\boldsymbol {e}}_{3}}{V}}\right)^{\top },\mathbf {e} ^{2}=\left({\frac {{\boldsymbol {e}}_{3}\times {\boldsymbol {e}}_{1}}{V}}\right)^{\top },{\boldsymbol {e}}^{3}=\left({\frac {{\boldsymbol {e}}_{1}\times {\boldsymbol {e}}_{2}}{V}}\right)^{\top }}
ここで ⊤ は転置を表し、
{\displaystyle V=({\boldsymbol {e}}_{1};{\boldsymbol {e}}_{2};{\boldsymbol {e}}_{3})={\boldsymbol {e}}_{1}\cdot ({\boldsymbol {e}}_{2}\times {\boldsymbol {e}}_{3})={\boldsymbol {e}}_{2}\cdot ({\boldsymbol {e}}_{3}\times {\boldsymbol {e}}_{1})={\boldsymbol {e}}_{3}\cdot ({\boldsymbol {e}}_{1}\times {\boldsymbol {e}}_{2})}
は基底ベクトル e1, e2, e3 によって構成される平行六面体の体積である。

## 存在と一意性
双対集合は常に存在し、V から V* への単射、すなわち、vi を vi へ送る線形写像を与える。これは特に、双対空間 V* の次元は V の次元以上であることを意味する。
しかしながら、無限次元の V に対して双対集合 B* は V* を張らない。例えば、すべての i ∈ I に対して f(vi) = 1 で定義される線型汎関数 f: V → F を考える。これは明らかに、すべての vi 上でゼロでない。もし f が vi の（有限）線型結合ならば——すなわち、I のある有限部分集合 K とスカラー αi によって {\textstyle \sum _{i\in K}\alpha _{i}v^{i}} と表せるならば—— K に含まれない任意の j に対して {\textstyle f(v_{j})=(\sum _{i\in K}\alpha _{i}v^{i})(v_{j})=0} が成立するが、これは f の定義に矛盾する。したがって f は双対集合 B* の線型包に属さない。
無限次元空間の双対は、もとの空間よりもより高い次元（高次無限濃度）を持ち、したがって同一の添字集合を備えるような双対空間の基底は存在しない。しかしながら、ベクトルの双対集合は存在し、それはもとの空間と同型であるようなその双対空間の部分空間を定義する。さらに、線型位相空間に対し、連続的双対空間を定義することが出来、そのような場合には双対基底は存在し得る。

### 有限次元ベクトル空間
有限次元ベクトル空間の場合、双対集合は常に双対基底であり、各基底に対して一意的である。それらの基底を B = {e1, …, en} および B* = {e1, …, en} と表す。ベクトル ej の余ベクトル ei による評価をペアリング ⟨ei, ej⟩ = ei(ej) で表すとき、二重直交性の条件は次のようになる：
{\displaystyle \langle {\boldsymbol {e}}^{i},{\boldsymbol {e}}_{j}\rangle ={\delta ^{i}}_{j}}
このことは、「ベクトルのペアリング」を「対応する余ベクトルによる評価」と定義することによって、ドット積（内積）を定義することに繋がる。基底ベクトルに対して、これは ei · v ≔ ⟨ei, v⟩ を意味し、基底ベクトルは ei · ej = δij を満たす。
ここで、前述のデルタの上付き添字と下付き添字の記号は、通常、余ベクトルを使っているものとベクトルあるいは二つのベクトルを符合させるために変化するものである。形式的に言えば、δij は反変計量テンソル、δij は共変計量テンソルと見なされ、これは添字の上げ下げ の最も簡単な例である。
ある双対基底と基底の組合せは、V の基底の空間から V* の基底の空間への写像を与え、これはまた同型でもある。実数のような位相体に対して、双対の空間は位相空間であり、これはそれらの空間の基底のスティーフェル多様体の間の位相同型を与える。
有限次元においては、二重直交性の条件は双対の各元に対し n 個の線型独立条件を課すことが代替的に分かる（なぜならば、n 個の基底ベクトルが存在し、それらは線型独立であるからである）。したがって、双対空間の次元は n であることにより、その双対集合の各元は一意的に定められる。
ある n 次元ベクトル空間 V 上の双対ベクトルの作用については、V の元を n×1 の列ベクトルと見なし、双対空間 V* の元を 左行列乗算による線型汎関数として作用する 1×n の行ベクトルと見なすことで分かる。